# 札幌市立幌東小学校
札幌市立幌東小学校（さっぽろしりつこうとうしょうがっこう）は、北海道札幌市白石区にある市立小学校。
札幌市立幌東中学校の敷地に隣接している。

## 沿革
- 1974年（昭和49年）
  - 4月1日 - 仮称「上白石南郷地区小学校」事務取扱発令。
  - 9月5日 - 札幌市立幌東小学校と校名決定。
- 1975年（昭和50年）3月25日 - 開校式　児童数379名。
- 2013年（平成25年）3月13日 -  校舎増築完成・引渡し。
- 2015年（平成27年）4月6日 - 特別支援学級おひさま学級開設。

## 通学区域
白石区
- 菊水1条3丁目、菊水1条4丁目
- 菊水2条3丁目
- 菊水3条3丁目から菊水3条5丁目まで
- 菊水4条3丁目
- 菊水5条3丁目
- 菊水6条3丁目、菊水6条4丁目
- 菊水7条3丁目、菊水7条4丁目
- 菊水8条3丁目、菊水8条4丁目
- 菊水9条3丁目、菊水9条4丁目

## 進学先中学校
- 札幌市立幌東中学校

## 交通
- 札幌市営地下鉄東西線菊水駅下車徒歩7分